# Сейль-Арабі
Сейль-Арабі́ — дрібний острів в Червоному морі в архіпелазі Дахлак, належить Еритреї, адміністративно відноситься до району Дахлак регіону Семіен-Кей-Бахрі.

## Географія
Розташований на північ від східного півострова острова Дахлак. Має трикутну форму, довжина острова майже 0,6 км, ширина 0,3 км. З усіх сторін острів облямований піщаними мілинами та кораловими рифами.